# Préfecture de Meknès-El Menzeh
1991–2003
Entités suivantes :
- Préfecture de Meknès

La préfecture de Meknès-El Menzeh (en tamazight ⴰⵎⴻⴽⵏⴰⵙ, en arabe : مكناس) est une ancienne subdivision du Maroc.

## Histoire
Créée par le décret no 2-91-90 du 1er janvier 1991, elle disparut en 2003, son territoire ayant été intégré dans celui d'une nouvelle préfecture : la préfecture de Meknès.

## Administration et politique

### Découpage territorial
Selon le découpage administratif établi par le décret no 2-92-468 du 30 juin 1992, elle était composée de 16 communes réparties en :
- 3 municipalités (ou communes urbaines) : Bassatine, Hamrya et Moulay Idriss Zerhoun ;
- 13 communes rurales : Oualili, Karmet Ben Salem, Mrhassiyine, Sidi Abdellah Al Khayat, Charqaoua, N'zalat Bni Amar, Ouislane, Dkhissa, Oued Jdida, M'haya, Boufakrane, Majjate et Sidi Slimane Moul Al Kifane[2].